# Kentucky
Kentucky er en amerikansk delstat. Delstatens hovedstad er Frankfort, mens Louisville er den største by. Delstaten har omkring 4.505.836(2020) indbyggere. Kentucky har tilnavnet The Bluegrass State efter en art af planten rapgræs (på engelsk bluegrass), som via dette tilnavn gav betegnelse til musikgenren bluegrass.
Kentucky blev optaget som USA's 15. delstat den 1. juni 1792.

## Historie
Selv om området havde været beboet af oprindelige amerikanere i forhistorisk tid, var der ingen større permanente indianerbosættelser i området, da opdagelsesrejsende og nybyggere begyndte at strømme til Kentucky i midten af 1700-tallet. I stedet blev landområdet brugt som jagtmarker af blandt andre Cherokee- og irokeserindianere.
Pioneren Daniel Boone, som anses for en af delstatens grundlæggere, udforskede området fra 1767 og i 1769 åbnede han en rute ind i Kentucky. Dette resulterede i en strøm af nybyggere på vej vestover. Store dele af det, som i dag er Kentucky, blev købt af indianerne i aftaler fra Fort Stanwix i 1768 og Sycamore Shoals i 1775. Derefter voksede befolkningen i Kentucky hurtigt, da de første bosættelser blev grundlagt vest for Appalacherne, især med tilflyttere fra Virginia, North Carolina og Pennsylvania.
Stammen shawnee, som boede nord for Ohiofloden, var ikke fornøjede med fordelingen af Kentucky og allierede sig med briterne under USA's uafhængighedskrig. Kentucky var en slagmark under krigen, og et af de sidste store slag i krigen, slaget ved Blue Licks, blev udkæmpet i Kentucky. Efter den amerikanske revolution blev de amter i Virginia, som lå bag Appalacherne kendt som Kentucky County, og disse områder valgte at blive adskilt fra delstaten Virginia, således at Kentucky i 1792 blev USA's femtende delstat.
Der blev importeret et betydeligt antal sorte slaver, og delstatregeringen modsatte sig afskaffelsen af slaveriet. Men Kentucky sluttede sig ikke til Sydstaterne. Under den amerikanske borgerkrig kæmpede flertallet af delstatens soldater på Nordstaternes side.

## Politik
Kentucky har over tid været en kampplads for de to store politiske partier i USA, men delstaten har historisk hældet lidt mere mod demokraterne end republikanerne, uden dog at demokraterne har kunnet regne med delstaten som sikkert territorium. I 2006 var 57,05% af vælgerne registreret som værende demokrater og 36,55% som republikanere.
Kentucky har derimod stemt for en republikansk kandidat ved 5 ud af de seneste 7 præsidentvalg, men har dog støttet de demokratiske kandidater fra det sydlige USA. Delstaten stemte for demokraterne Jimmy Carter i 1976 og Bill Clinton i 1992 og 1996, men for republikaneren George W. Bush i 2000 og 2004. Bush vandt sikkert Kentuckys 8 valgmandsstemmer med 59,6% af stemmerne i 2004.
Guvernøren er demokraten Andy Beshear, som blev valgt i 2019. De to senatorer i USA's Senat, Mitch McConnell og Rand Paul, er også republikanere. Kentucky har 5 republikanske og 1 demokratisk medlemmer af Repræsentanternes Hus.

## Geografi
Kentucky grænser både til delstater i Midtvesten og til delstater i det sydøstlige USA. West Virginia ligger mod øst, Virginia mod sydøst, Tennessee mod syd, Missouri mod vest, Illinois og Indiana mod nordvest og Ohio mod nord og nordøst. Kentuckys nordlige grænse dannes af Ohiofloden, dens vestlige grænse af Mississippi-floden.
Kentucky er den eneste af USA's delstater, som har en eksklave, som er omgivet helt af andre delstater – Kentucky Bend ved Mississippi-floden grænser alene til Missouri og Tennessee.
Delstaten har 120 counties, det tredjehøjeste antal i USA efter Texas' 254 og Georgias 159. Den oprindelige mening med at have så mange counties var at sikre, at beboerne i tiden med dårlige veje og hestetransport kunne nå fra deres hjem til hovedbyen i countiet og hjem igen på en enkelt dag. I 1891 blev der strammet op på reglerne for dannelse af nye counties, og siden da er kun ét nyt county, McCreary County, blevet dannet.
Det meste af Kentucky ligger i grænseområdet mellem subtropisk og kontinentalklima, og klimaet i de højtbeliggende dele af Kentucky er kontinentalt. De gennemsnitlige månedlige temperaturer i staten varierer mellem 30,9 °C og -4,9 °C, og der falder i gennemsnit 117 cm nedbør årligt.
Kentucky har i alt over 140.000 km vandløb, og selv om delstaten kun har tre naturlige søer, har delstaten mange kunstige søer.
Der er én nationalpark i Kentucky:
- Mammoth Cave National Park med verdens største system af huler.[15]

### Større byer
Den største by i Kentucky er Louisville med 556.429 indbyggere (2005) (med forstæder 1.342.918 indbyggere). Den næststørste by er Lexington med 268.080 indbyggere (med forstæder 635.547 indbyggere).

## Økonomi
I 2005 var bruttodelstatsproduktet 140,4 mia. USD, nr. 27 i USA. Den gennemsnitlige indkomst var 28.513 USD, den 43. højeste.
I modsætning til mange af de tilgrænsende delstater, som har udviklet en diversificeret industriel økonomi, har meget af det rurale Kentucky fastholdt en landbrugsbaseret økonomi med kvæg, korn og sojabønner som den vigtigste afgrøde. Kentuckys landbrugsproduktion består bl.a. af heste, kvæg, tobak, mælkeprodukter, svin, sojabønner og majs. Industrien omfatter transportudstyr, kemiske produkter, elektrisk udstyr, maskiner, fødevareforarbejdning, tobaksprodukter, kul og turisme. Selv om Kentucky kun er nr. 37 blandt USA's delstater, hvad angår areal, har delstaten det femtehøjeste antal gårde med flere gårde pr. kvadratkilometer end i nogen anden delstat. På nationalt plan er Kentucky nr. 5 inden for gedeavl, nr. 8 i kvægproduktion, og nr. 14 i majsproduktion.
Området uden for Lexington er grundet jordens høje kalkindhold også en førende region inden for hesteavl engelsk fuldblod. Det prestigefyldte hestevæddeløb for fuldblodsheste, Kentucky Derby, afvikles hvert år i Louisville.
Kentucky er den fjerdestørste fremstiller af biler og lastbiler i USA. Chevrolet Corvette bliver samlet i delstaten, og også Ford og Toyota har bilfabrikker her.

## Demografi
Den 1. juli 2005 havde Kentucky en anslået befolkning på 4.206.074, hvilket var en stigning på 4,1% siden 2000. I 2004 var 2,3% af befolkningen født i udlandet. Siden 1900 har de landlige amter i Kentucky haft en nettoafgang i befolkningen på mere end 1 mio. personer, mens byområderne har haft en nettotilgang.

### Ophav
De største ophavsgrupper er amerikansk (20,9%), tysk-amerikansk (12,7%), irsk-amerikansk (10,5%), britisk-amerikansk (9,7%) og afro-amerikansk (7,3%).

## Ekstern henvisning
- Delstaten Kentuckys officielle hjemmeside (engelsk)

37°30′N 85°00′V / 37.5°N 85°V.